# Korpebogölen (naturreservat)
Korpebogölen är ett naturreservat i Kinda kommun i Östergötlands län.
Området är naturskyddat sedan 2012 och är 24 hektar stort. Reservatet omfattar en höjd och östbrant sydväst om Korpebogöl. Reservatet består av granskog med inslag av tall och lövträd.